# 부산 사하구 일가족 살인사건
부산 사하구 일가족 살인사건(釜山沙下區一家族殺人事件)은 2018년 10월 25일 부산광역시 사하구에서 용의자 신모(32)씨가 피해자 여자친구의 일가족 4명을 살해한 사건이다. 용의자 신모는 범행후 자살했으며, 숨진 용의자 신모에 의한 치정에 의한 이별 살인으로 추정된다고 경찰이 잠정 결론을 내렸다.

## 사건
컴퓨터에서 전기충격기 사용방법을 검색하고 아파트 주변의 방범용 CCTV 위치를 살펴봤다. 또한 스스로 목숨을 끊기 위한 질소가스통까지 준비했다.
경찰이 확보한 CCTV 영상에는 비밀번호를 알아야만 출입가능한 아파트 출입문을 신 씨가 쉽게 통과하는 장면이 담겨있었다. 

### 당시 피해자 조모씨가 친구한테 보낸 SNS[2]
《8월 6일 오후3시》

나 헤어지려고 그냥 전화해봤다...
웬만하면 참고 살려고 했는데 어제 다 집어던지고 회사도 내랑 싸우고 관둔다네

지 성격때문에 맨날 싸웠다 짜증내고 막말하고, 어제는 집어던지네

내 보내려고 욕하고 때린 적도 있고 감정적인 사람이라 힘든 것 같다 이젠 아닌것 같네
《8월 26일 오후4시》

우리 (강아지이름)가 죽었다.

그 정신병자가 지 놔두고 개 데리고 평생산다고 개 죽였다.

그래서 많이 힘들었다. 아직도 힘들고 질투 때문에 개를 죽였다.